# Hoplomys gymnurus
Genre
Espèce
Statut de conservation UICN

 LC  : Préoccupation mineure
Hoplomys gymnurus est une espèce de rongeurs de la famille des Echimyidae qui regroupe une partie des rats épineux. C'est l'unique représentant du genre Hoplomys.
Cette espèce a été décrite pour la première fois en 1897 par le zoologiste britannique Michael Rogers Oldfield Thomas (1858-1929) et le genre en 1908 par le zoologiste américain Joel Asaph Allen (1838-1921).

## Description
Hoplomys gymnurus mesure jusqu'à 30 cm de long. Sa tête est longue et étroite avec les oreilles dressées. Il présente généralement un collier de couleur sombre au niveau de la gorge. Le pelage est brun clair à foncé. La partie antérieure du corps est recouverte d'épines blanches avec l'extrémité noire. Elles sont dirigées vers l'arrière et mesurent environ 30 mm de long pour un diamètre de 2 mm. Le ventre et la face interne des membres est blanchâtre. La queue mesure environ 24 cm et il arrive fréquemment que l'animal la perde.

## Répartition
Il se rencontre Honduras, au Nicaragua, au Costa Rica, au Panama, en Colombie et en Équateur.

## Habitat
Hoplomys gymnurus vit dans la forêt tropicale humide, non loin des ruisseaux.

## Comportement
Il construit son nid dans des galeries pouvant mesurer jusqu'à deux mètres. Il est essentiellement nocturne.

## Alimentation
Il se nourrit de fruits.

## Reproduction
La gestation dure 64 jours. La portée comporte un à trois petits.